# Michel Bongrand
Michel Bongrand, né le 30 décembre 1921 à Colombes (Hauts-de-Seine), et mort le 19 août 2014, est un conseil en marketing politique français. 
Publicitaire, puis dirigeant de société, il est considéré comme l'un des « pères de la communication politique en France ». Il s'est notamment fait connaître lors de campagne présidentielle de Jean Lecanuet en 1965, face à Charles de Gaulle.
Impressionné en tant que spectateur par la campagne présidentielle américaine en 1960 de John Kennedy, il a l’idée d’en importer en France les méthodes, notamment l’importance du rôle de la télévision, pour la première élection présidentielle de la Cinquième République au suffrage direct, en 1965.

## Biographie

### Jeunesse
Michel Bongrand s'engage dans la Résistance dès décembre 1940, et devient en 1943 parachutiste de la France libre. Interné résistant, il est décoré pour faits de guerre de la rosette de la Résistance, et la croix de guerre 1939-1945 avec palmes. Grand invalide de guerre, il est commandeur de la Légion d'honneur.

### Carrière
En 1945, Michel Bongrand entreprend une carrière de journaliste, avant d'évoluer vers la vente d'espaces publicitaires pour les journaux qui l'employaient. Il participe à la fondation de « Bossard Consultants », qui deviendra Cap Gemini. 
Il crée sa société, « Services et méthodes », et orchestre de nombreuses campagnes électorales et publicitaires, par exemple le lancement de James Bond en France (livres et films) avec Salzman et Broccoli.
En 1960, après avoir suivi la campagne de John Fitzgerald Kennedy, il décide d'appliquer en France les techniques du marketing à la politique. Il propose au général de Gaulle de s'occuper de sa campagne pour l'élection présidentielle de 1965, mais celui-ci ne veut pas entendre parler de « marketing politique ». Il fait donc la campagne de Jean Lecanuet en appliquant les techniques du marketing, et fait passer le candidat de 4 % dans les sondages à 15 % des suffrages en décembre 1965. Michel Bongrand est révélé par cette campagne, qui met le général de Gaulle en ballottage. Il a ensuite conseillé de nombreux hommes politiques, des premiers ministres et des chefs-d’États, en France et à l'étranger. 
Hors du cycle des campagnes électorales, il fait de très nombreuses campagnes d'intérêt général, par exemple contre le tabac ou la vitesse au volant (pour la Sécurité routière). Il est ainsi l'auteur de très nombreux slogans restés célèbres, tels que « Un petit clic vaut mieux qu'un grand choc » (pour le port de la ceinture  de sécurité en voiture) ou encore « Boire ou conduire, il faut choisir ».
Il revendique, avec Jacques Séguéla, la paternité du slogan « La Force tranquille », repris par François Mitterrand en 1981 et qu'il aurait proposé au président Valéry Giscard d'Estaing, qui n'en aurait pas voulu.  
Proche du gaullisme, Michel Bongrand a surtout travaillé avec de nombreux hommes politiques de droite, mais pas uniquement.
Il fonde en 1968 l’Association internationale des conseils politiques[réf. nécessaire]>, (« International Association of Political Consultants » ; IAPC) avec Joseph Napolitan (en).
Il meurt le 19 août 2014.

### Vie privée
Michel Bongrand a eu six enfants. Il est le père de l'écrivaine Caroline Bongrand.
Grand bridgeur, il a été longtemps été président de la Fédération française de bridge et a fondé la Confédération des loisirs de l'esprit (CLE) qui regroupe huit fédérations françaises de jeux de l’esprit : bridge, échecs, go, dames, mathématiques, Othello, Scrabble et tarot, avec pour but d’améliorer la qualité de la vie en utilisant le jeu comme outil pédagogique et comme moyen de communication. 
Il était grand amateur de cigares, de voyages, gastronome et passionné de littérature.

## Publications
- Le Marketing politicien, Bourin Editeur (2006).
- Splendeurs et misères de la politique, Larousse (1986), collection Essais en liberté.
- Le Marketing politique dans la collection Que sais-je ?.
- Deux recueils de poèmes : Noir de Noir aux Éditions Lettering (2011) et Noir de Gris au Cherche midi (1987).

## Distinctions
- Commandeur de la Légion d'honneur (14 juillet 1999)[3]
- Croix de guerre 1939–1945
- Médaille de la Résistance française avec rosette (24 avril 1946)[4]